# Crestas Amundsen
Las crestas Amundsen son umbrales de agua profunda situadas en el océano Austral, lejos de la costa de la Tierra Marie Byrd en la Antártida occidental. Todavía se discute, si debe ser nombrado con este nombre.
Llevan el nombre del explorador polar noruego Roald Amundsen (1872-1928), quien, junto con cuatro compañeros, fue el primero en llegar hasta el polo sur geográfico el 14 de diciembre de 1911 después de una marcha en trineo tirado por perros, en la que pasó a través de la plataforma de hielo Ross, el glaciar Axel Heiberg y la meseta polar central para conseguirlo.